# Équipe de Pologne de hockey sur gazon
L'équipe de Pologne de hockey sur gazon est l'équipe représentative de la Pologne dans les compétitions internationales de hockey sur gazon. 

## Palmarès
- Jeux olympiques[1]
  - 1952 : 6e
  - 1960 : 12e
  - 1972 : 11e
  - 1980 : 4e
  - 2000 : 12e

- Coupe du monde
  - 1975 : 10e
  - 1978 : 9e
  - 1982 : 8e
  - 1986 : 8e
  - 1998 : 12e
  - 2002 : 15e

- Ligue mondiale
  - 2012-14 : 27e
  - 2014-15 : 17e

- Championnat d'Europe
  - 1970 : 7e
  - 1974 : 5e
  - 1978 : 5e
  - 1983 : 9e
  - 1987 : 5e
  - 1991 : 8e
  - 1995 : 6e
  - 1999 : 9e
  - 2003 : 7e
  - 2005 : 7e
  - 2009 : 8e
  - 2013 : 7e
  - 2017 : 8e

- Champions Challenge
  - 2011 : 6e
  - 2012 : 8e
  - 2014 : 8e